# برد فلد

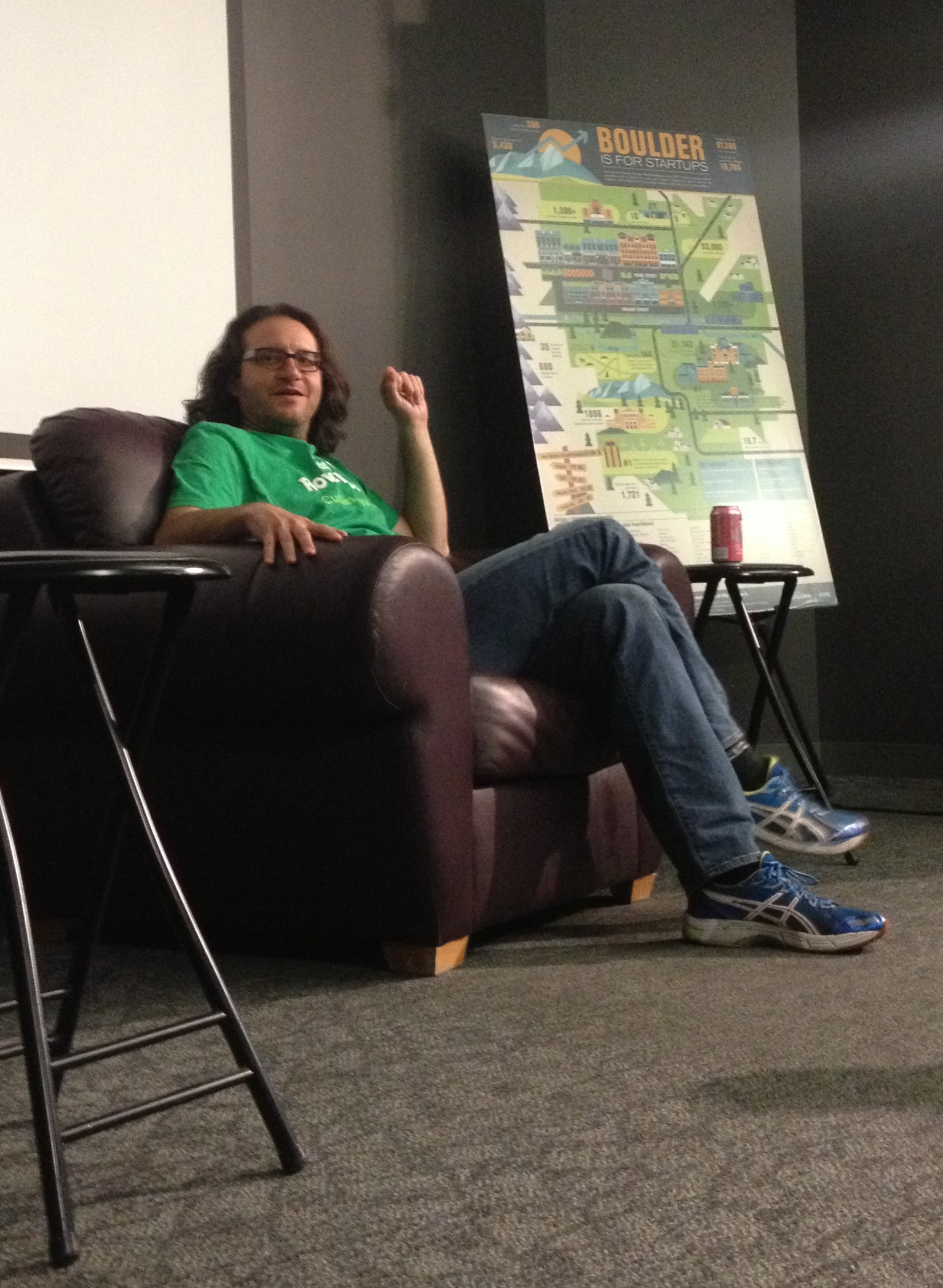
برد فلد، سرمایه‌گذار و نویسنده آمریکایی - ۲۰۱۳

برد فلد (زاده ۱ دسامبر ۱۹۶۵) یک کارآفرین، نویسنده، وبلاگ‌نویس و همچنین سرمایه‌گذار مخاطره‌پذیر در شرکت Foundry Group در شهر بولدر، واقع در ایالت کلرادو آمریکاست. او این شرکت را همراه با شرکایش سث لوین، رایان مک‌اینتایر و جیسون مندلسون بنیان‌گذاری کرد.
فلد از اوایل دهه ۱۹۹۰ ابتدا به عنوان سرمایه‌گذار فرشته و سپس به عنوان سرمایه‌گذار نهادی شروع به سرمایه‌گذاری در استارتاپ‌های فناوری کرد. او جزو اولین سرمایه‌گذاران شرکت Harmonix, Zynga, MakerBot و Fitbit بود.

## مسیر شغلی
در سال ۱۹۸۷، برد شرکت Feld Technologies را هم‌بنیان‌گذاری کرد. Feld Technologies یک استارتاپ نرم‌افزاری بود که بیشتر به کسب‌وکارهای کوچک و متوسط، خدمات می‌داد. در آن زمان او دانشجوی دانشگاه MIT بود. در سال ۱۹۹۳، فلد سهام شرکتش را به ارزش حدود ۲ میلیون دلار به AmeriData فروخت و خودش در آن نقش افسر ارشد فناوری را بر عهده گرفت. قبل از واگذاری سهام، شرکت Feld Technologies به تعداد ۲۰ کارمند رسیده بود و سالانه حدود ۲ میلیون دلار در سال درآمد داشت.
در اواخر دهه ۱۹۹۰ و اوایل دهه ۲۰۰۰، فلد به راه‌اندازی Interliant کمک کرد. Interliant یک شرکت خدمات اپلیکیشن و ارائه‌دهنده سرویس میزبانی وب بود. این شرکت در سال ۲۰۰۲ و بعد از انفجار حباب دات کام با شکست مواجه شد. او همیشه بی‌پرده درمورد تجربیاتش در Interliant حرف می‌زند و از آن به عنوان یک شکست کارآفرینی یاد می‌کند.
در سال ۲۰۰۶، فلد به کمک دیوید کوهن شرکت تک استارز را هم‌بنیان‌گذاری کرد. تک‌استارز یک شتاب‌دهنده استارتاپ و ارائه‌دهنده سرمایه بذری بود.
قبل از هم‌بنیان‌گذاری Foundry Group در سال ۲۰۰۷، فلد دو شرکت مخاطره‌پذیر به نام Intensity Ventures و Mobius Venture Capital را هم‌بنیان‌گذاری کرد. بعد از ۲۲۵ میلیون دلاری که صرف افتتاحیه خود Foundry Group شد، این شرکت چهار سرمایه اولیه ۲۲۵ میلیون دلاری دیگر هم در سال‌های ۲۰۱۰، ۲۰۱۲، ۲۰۱۳ و ۲۰۱۶ جمع‌آوری کرد. آن‌ها علاوه بر این، در سال ۲۰۱۳ یک سرمایه ۲۲۵ میلیونی جمع‌آوری کردند که توانستند در فرصت‌های بعدی به عنوان سرمایه‌های اولیه از آن استفاده کنند. سپس در سال ۲۰۱۶، Foundry Next را ایجاد کردند که ۵۰۰ میلیون دلار ارزش داشت. آن‌ها این سرمایه را در استارتاپ‌های رشد کرده سرمایه‌گذاری کردند.
فلد در هیئت امنای سازمان‌های غیرانتفاعی مانند مرکز ملی زنان و فناوری اطلاعات، Startup Colorado, Global EIR Program و UP Global فعالیت می‌کند.

## نوشته‌ها
او از سال ۲۰۰۵ به نوشتن وبلاگی به نام «تفکرات فلد» مشغول است. او نویسنده و هم‌نویسنده چند کتاب مربوط به کارآفرینی، سرمایه مخاطره‌پذیر فناوری و استارتاپ‌هاست و همچنین عضو Xconomists است. Xconomists یکی از تیم‌های مشاوران ویراستیاری ادهاک است که برای شرکت Xconomists (شرکت رسانه‌ای و اخبار فناوری) کار می‌کنند.

## زندگی شخصی
فلد در آرکانساس به دنیا آمد و در دالاس، تگزاس بزرگ شد. او در سال ۱۹۸۳ به کمبریج، واقع در ماساچوست نقل مکان کرد و به دانشگاه MIT رفت. از سال ۱۹۹۵، فلد همراه با همسر (و همچنین هم‌نویسنده‌اش) امی بچلر در بولدر، کلرادو زندگی می‌کند.

## کتاب‌ها
- سریع‌تر انجام بده: درس‌های تک‌استارز برای شتاب دادن به استاراپ با هم‌نویسندگی دیوید کوهن (۲۰۱۰)
- معاملات مخاطره‌پذیر از وکیل و همین‌طور سرمایه‌گذار مخاطره‌پذیرتان باهوش‌تر باشید، با هم‌نویسندگی جیسن مندلسون (۲۰۱۱)
- کارآفرین آتش گرفته: چطور استارتاپتان را راه‌اندازی کنید و آن را آتش بزنید (۲۰۱۲)
- جامعه‌های استارتاپی: ساختن اکوسیستم کارآفرینی در شهرتان بایگانی‌شده  در ۲۰ سپتامبر ۲۰۱۹ توسط Wayback Machine (۲۰۱۲) که توسط علیرضا کاظمی‌نیا به فارسی ترجمه شده‌است.[۱]
- معاملات مخاطره‌پذیر: از وکیل و همین‌طور سرمایه‌گذار مخاطره‌پذیرتان باهوش‌تر شوید (ویرایش دوم)، با جیسن مندلسون (۲۰۱۲)
- زندگی استارتاپی: بقا و پیروزی در رابطه با یک کارآفرین با هم‌نویسندگی امی بچلر (۲۰۱۳)
- هیئت مدیره‌های استارتاپی: بهترین استفاده از هیئت مدیران با ماهاندرا رازینقانی (۲۰۱۳)
- سنجه‌های استارتاپ: معنای اعداد در استارتاپ با سث لوین (۲۰۱۴)
- فرصت‌های استارتاپی: زمان اتمام روز کاری‌تان را بدانید، نوشته شده با شان وایز (۲۰۱۵) که توسط محمودرضا خواجه نصیری و بابک باقری مهماندوستی به فارسی ترجمه شده‌است.[۲]
- معاملات خطرپذیر: از وکیل و همین‌طور سرمایه‌گذار خطرپذیر خود باهوش‌تر باشید، (ویرایش سوم) با جیسن مندلسون (۲۰۱۶) که توسط منصوره وهاب‌زاده، مهدی عطائی، سیدابراهیم دراجی به فارسی ترجمه شده‌است.[۳]
- # GiveFirst: فلسفه‌ای جدید برای کسب‌وکار در عصر کارآفرینی (۲۰۱۸)